# HCA Healthcare
HCA Healthcare er en amerikansk sundhedskoncern, der driver sundhedsfaciliteter. De ejer og driver 186 hospitaler og har ca. 2.000 steder til pleje, operationer, skadestue samt lægeklinikker i 21 amerikanske delstater og i Storbritannien.
Hospital Corporation of America (HCA) blev etableret i 1968 i Nashville, Tennessee.